# Poder detrás del trono
La expresión «poder detrás del trono» se refiere a una persona o grupo que se entiende que ejerce en la práctica el poder de un alto funcionario (originalmente, y de ahí el nombre, un monarca), o cuyo apoyo debe mantenerse para continuar en el cargo.
En política, se refiere más comúnmente a un subordinado nominal o asesor de un funcionario (que se convierte a menudo en una «figura decorativa») que actúa como líder de facto, estableciendo la política a través de la influencia, la manipulación, o ambas.
El concepto original de un poder detrás del trono era una figura retórica de la época medieval que se refería al hecho de que las políticas del monarca podían ser establecidas por un consejero que no estaba sentado en el trono, sino de pie detrás de él —quizás susurrando al oído del monarca— fuera de la vista común. 
En épocas recientes, miembros de la familia y asesores oficiales o extraoficiales podían asumir un papel similar. A veces es difícil determinar si una acusación de este tipo es cierta. El término suele tener un sesgo negativo, implicando que el poder detrás el trono ejerce su influencia de forma ilegítima, o al menos extralegal. El término eminencia gris tiene un significado similar. 

## Ejemplos históricos
Algunos ejemplos históricos de «poderes detrás del trono» son:
- Europa
  - El Imperio romano: ejemplos anteriores son los magistri militum de las últimas décadas del Imperio romano de Occidente. Ejemplos de ello son:
    - Estilicón, general y consejero del emperador Honorio;
    - Aecio, el poder detrás del trono del sobrino de Honorio, Valentiniano III,
    - Ricimero, el titiritero de los emperadores Avito, Mayoriano, Libio Severo, Procopio Antemio y Olibrio; y finalmente,
    - ‘Flavio Orestes’, el padre del emperador usurpador Rómulo Augústulo, y el caudillo germánico Odoacro, que fueron los maestros en Occidente durante los reinados del emperador Julio Nepote y luego del hijo de Orestes, el mencionado Rómulo. Odoacro depuso entonces al gobernante decorativo romano, capturó y ejecutó a Orestes, y estableció su propio reino italiano como Dux Italiae, sólo para ser derrocado por el caudillo ostrogodo Teodorico a instancias del emperador oriental Zenón.

  - El 'mayordomo de palacio' bajo los reyes merovingios en Francia (uno de los primeros ejemplos registrados de este tipo de consejeros poderosos).
  - El canciller de Alemania y ministro presidente de Prusia ‘Otto von Bismarck’, con el emperador alemán y rey de Prusia Guillermo I como figura decorativa de facto.
  - El 'cardenal Richelieu' y su sucesor, el 'cardenal Mazarino', gobernantes de facto de Francia durante el reinado de Luis XIII y los primeros años del de Luis XIV.
  - El 'marqués de Pombal', estadista y diplomático portugués que gobernó de hecho el Imperio portugués de 1750 a 1777 como ministro principal del rey José I.
- América
  - En Estados Unidos, Edith Wilson —segunda esposa y primera dama del presidente Woodrow Wilson— asumió muchas de las tareas rutinarias y los detalles del gobierno después de que su marido quedara incapacitado por un derrame cerebral;
  - José Córdoba Montoya era el Jefe de la Oficina de la Presidencia durante el sexenio de Carlos Salinas de Gortari (1988-1994). Se le consideraba el segundo hombre más poderoso de México en aquel momento;
  - El exasesor presidencial y entonces jefe de facto del Servicio de Inteligencia Nacional, Vladimiro Montesinos, que fue consejero del Presidente Alberto Fujimori durante todo su gobierno hasta la caída del régimen en el año 2000;
  - Manuel Antonio Noriega, que fue jefe militar y de Estado de facto de Panamá de 1983 a 1989;
  - En Chile, Diego Portales tuvo una influencia significativa en la vida política de su país a principios de la década de 1830, reflejada en la Constitución de 1833.